# Runcina elongata
Runcina elongata is een slakkensoort uit de familie van de Runcinidae. De wetenschappelijke naam van de soort werd voor het eerst geldig gepubliceerd in 2002 door Schmekel & Cappellato.